# Apomeds
Apomeds är ett onlineapotek som specialiserar sig på att tillhandahålla läkemedel, hälsoprodukter och hantera privata recept. Företaget har sitt huvudkontor i Emmen, Nederländerna och är licensierat inom EU samt TÜV-certifierat.

## Översikt
Apomeds grundades 2020 under namnet Apomeds NL BV och erbjuder tjänster med fokus på livsstilsbehandlingar och privata recept.
Företaget betjänar kunder i Tyskland, Schweiz, Danmark, Sverige och Portugal. Alla beställningar hanteras och skickas uteslutande från apotekets lokaler i Emmen.
Apomeds innehar Trusted Shops-garantin med ett 5-stjärnigt betyg ("Mycket bra") samt LegitScript-certifiering. Apomeds har även erhållit DerGrünePunkt-certifikatet, vilket bekräftar överensstämmelse med förpackningslagar och miljöstandarder.
Den 13 november 2024 blev Apomeds medlem i European Association of E-Pharmacies (EAEP).
Apomeds följer nederländska apoteksstandarder (NAN - Nederlandse Apotheeknorm) och KNMP:s riktlinjer för onlineapotekstjänster.